# Хок, Изабель
Изабель Хок (швед. Isabelle Haak, род. 11 июля 1999 года, Персторп, лен Сконе, Швеция) — шведская волейболистка, диагональная нападающая.

## Биография
Родилась 11 июля 1999 года в Персторпе (лен Сконе), но в 2008 году после смерти отца переехала с семьёй в Энгельхольм, где по примеру старшей сестры Анны начала заниматься волейболом. В 2012 году была принята в молодёжную команду ВК «Энгельхольм», за которую выступала на протяжении двух сезонов, а в 2014 перешла уже во взрослую команду клуба, с которой дважды становилась чемпионкой Швеции и даажды обладателем Кубка страны. По результатам обоих чемпионатов страны признавалась MVP (самым ценным игроком), а также игроком года в Швеции по итогам волейбольных сезонов 2014/2015 и 2015/2016.
В сезоне 2016/2017 выступала за французский клуб «Безье», с которым стала серебряным призёром Кубка Франции, а также признана MVP чемпионата, лучшим бомбардиром и диагональной нападающей национального первенства. В 2017 году перешла в итальянский клуб «Савино Дель Бене» из Скандиччи. В 2018 и 2019 в его составе стала бронзовым призёром чемпионатов Италии, а в 2018 — лучшим бомбардиром чемпионата.
В 2019 году заключила контракт с турецким «Вакыфбанком», с которым по два раза выигрывала «золото» чемпионатов и розыгрышей КУбка Турции (в 2021 и 2022), в 2021 стала победителем клубного чемпионата мира (MVP и лучшая диагональная турнира), а в 2022 — Лиги чемпионов ЕКВ.
В 2022 перешла в сильнейшую команду Италии «Имоко Воллей» из Конельяно. В её составе по три раза становилась чемпионкой Италии, дважды выигрывала клубный чемпионат мира (2022 и 2024), дважды становилась победителем Лиги чемпионов ЕКВ (2024 и 2025). На этих четырёх международных турнирах Хок неизменно признавалась лучшим игроком (MVP).
В 2013—2015 годах Изабель Хок выступала за молодёжную сборную Швеции, с которой дважды побеждала в чемпионатах NEVZA (Северо-Европейской волейбольной зональной ассоциации), проводящихся среди молодёжных команд.
10 мая 2014 года в возрасте 14 лет дебютировала в национальной сборной Швеции против сборной Латвии, став самым молодым волейболистом (как среди мужчин, так и среди женщин), когда-либо представлявшим Швецию на высшем уровне. В дальнейшем в составе сборной принимала участие в чемпионатах Европы 2021 и 2023, отборочных турнирах чемпионатов Европы (2015, 2017, 2019, 2021), розыгрышах Евролиги, Кубке вызова ФИВБ. В 2018 и 2022 Хок стала чемпионкой Серебряной Евролиги, а в 2024 — победителем уже Золотой Евролиги (также MVP турнира). В значительной степени благодаря Хок рейтинг шведской сборной значительно вырос, что позволит национальной команде в августе 2025 года дебютировать в чемпионате мира.
Сезоны 2021/2022, 2023/2024 и 2024/2025 для Хок стали триумфальными, в ходе которых она становилась обладателем золотых наград всех турниров в которых принимала участие (клубные чемпионаты мира, Лига чемпионов ЕКВ, чемпионаты, Кубок и Суперкубок Италии, розыгрыши Серебряной (2022) и Золотой (2024) Евролиги в составе сборной Швеции).
В 2024 году Изабель Хок награждена премией Victoriapriset шведской кронпринцессы Виктории в знак признания выдающихся заслуг спортсменки по итогам сезона 2023/2024.

## Достижения

### Клубные
- двукратная чемпионка Швеции — 2015, 2016.
- двукратный обладатель Кубка Швеции — 2015, 2016.
- двукратный серебряный призёр клубного чемпионата NEVZA — 2015, 2016.
- серебряный призёр Кубка Франции 2017
- 3-кратная чемпионка Италии — 2023, 2024, 2025;
  - двукратный бронзовый призёр чемпионатов Италии — 2018, 2019.
- 3-кратный победитель розыгрышей Кубка Италии — 2023, 2024, 2025.
- 3-кратный обладатель Суперкубка Италии — 2022, 2023, 2024.
- двукратная чемпионка Турции — 2021, 2022.
- двукратный обладатель Кубка Турции — 2021, 2022.
- обладатель Суперкубка Турции 2021

- 3-кратный победитель Лиги чемпионов ЕКВ — 2022, 2024, 2025;
  - серебряный призёр Лиги чемпионов ЕКВ 2021
- 3-кратная чемпионка мира среди клубных команд — 2021, 2022, 2024;
  - серебряный призёр клубного чемпионата мира 2019.

### Со сборными Швеции
- победитель розыгрыша Евролиги 2024;
  - серебряный призёр Евролиги 2023.
- двукратный победитель Серебряной Евролиги — 2018, 2022.
- двукратный победитель (2014, 2015) и серебряный призёр (2013) молодёжных чемпионатов NEVZA.

### Индивидуальные

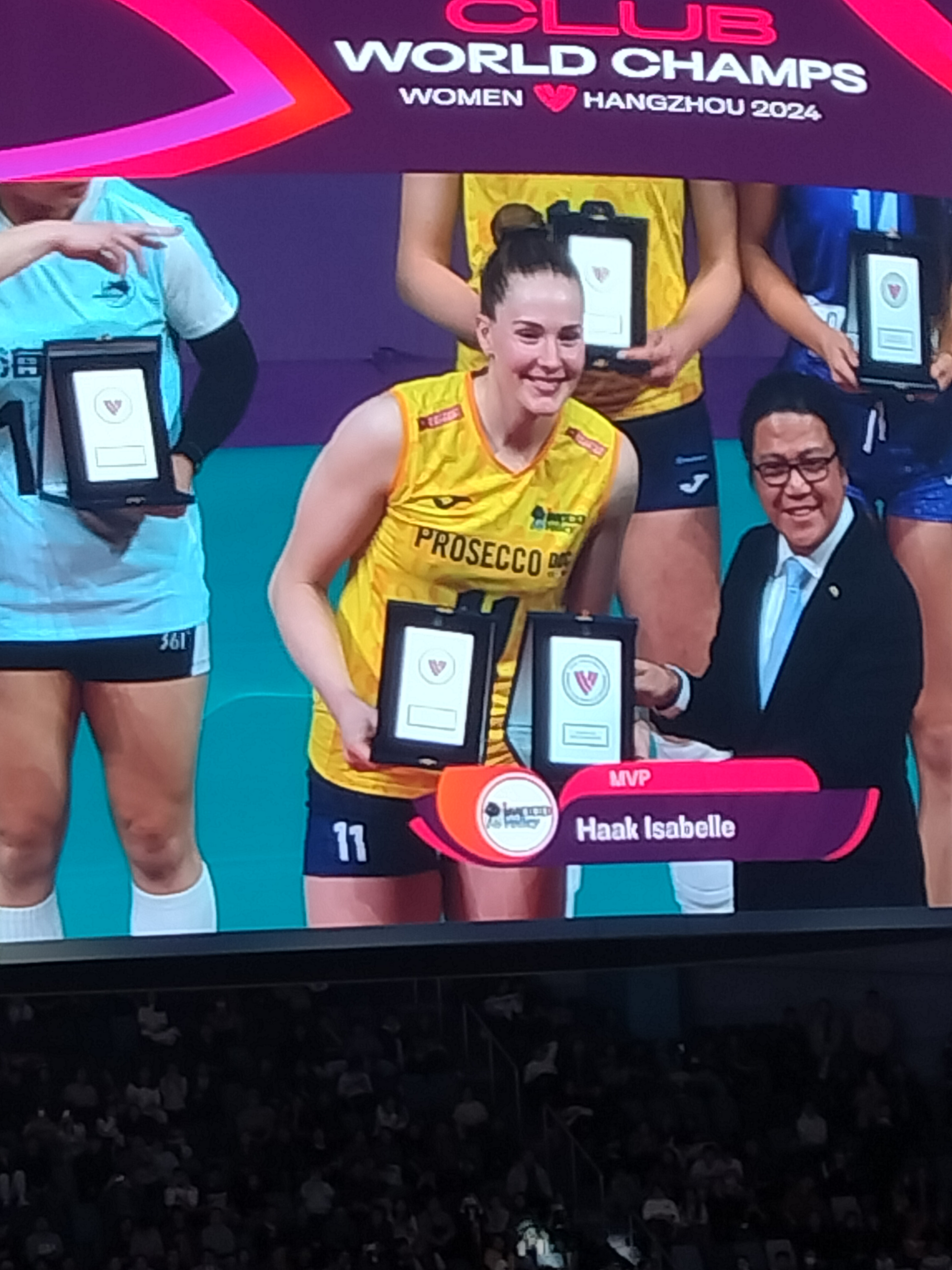
Изабель Хок — MVP клубного чемпионата мира 2024.

- 2014: MVP и лучшая диагональная нападающая молодёжного чемпионата NEVZA.
- 2015: MVP и лучшая нападающая-доигровщица (одна из двух) молодёжного чемпионата NEVZA.
- 2015: MVP и лучшая диагональная нападающая чемпионата Швеции.
- 2015: Волейболистка года Швеции.
- 2016: MVP, лучшая диагональная нападающая и лучший бомбардир чемпионата Швеции.
- 2016: Волейболистка года Швеции.
- 2017: лучшая диагональная нападающая Кубка Франции.
- 2017: MVP и лучшая диагональная нападающая чемпионата Франции.
- 2018: MVP и лучшая диагональная нападающая Серебряной Евролиги.
- 2019: лучшая диагональная нападающая клубного чемпионата мира.
- 2021: MVP чемпионата Турции.
- 2021: MVP и лучшая диагональная нападающая клубного чемпионата мира.
- 2022: MVP Кубка Турции.
- 2022: MVP и лучшая диагональная нападающая клубного чемпионата мира.
- 2022: Волейболистка года в Европе.
- 2023: MVP Кубка Италии.
- 2023: MVP чемпионата Италии.
- 2024: MVP Лиги чемпионов ЕКВ.
- 2024: MVP Евролиги.
- 2024: премия шведской кронпринцессы Виктории.
- 2024: MVP и лучшая диагональная нападающая клубного чемпионата мира.
- 2025: MVP Кубка Италии.
- 2025: MVP Лиги чемпионов ЕКВ.

## Семья
Сестра — Анна Хок (род. 1996) — волейболистка сборной Швеции и (с 2024) ВК «Остин» (LOVB (США)).